# Rådmandsgade
Rådmandsgade er en gade i Mimersgadekvarteret på Ydre Nørrebro i København. Den er en sidegade til Lersø Park Allé og krydser bl.a. Mimersgade og Tagensvej, før den ender i Dagmarsgade.
Gaden er navngivet efter ”Borgmester- og Råds Vang”, som var navnet på et stort landbrugsområde mellem Jagtvejen og Lersøen fra 1539 til 1795. Det tilhørte Københavns borgmestre og rådmænd i denne periode. Rådmandstitlen er i Danmark ældre end borgmestertitlen.
Rådmandsgade er delvist opført på en gammel sandgrav.
I området omkring Rådmandsgade er der et grønt område, som endnu fremstår som et lidt tilfældigt restareal, hvor grænsen mellem de oprindelige gårdrum og gaderum er helt opløst.

## Nørrebros industri
Erhvervsbebyggelse ved Rådmandsgade (omkring nr. 30 m.m.) betragtes som et bebyggelsesmønster, dvs. et afgrænset område i bygningsmassen hvor bygninger, pladser, veje, grønne arealer går op i en højere enhed.
Området omkring Rådmandsgade og Titangade er præget af mindre erhvervsdrivende, bilmekanikere og ældre funktionstømte fabrikshaller og fremstår som sin egen bydel, hvor man kan få associationer til et havneområde.
Rådmandsgade rummede også små fabrikker, fx Lauritz Rasmussens Zink- og Bronzestøberi, men da bygningen blev revet ned, var der en tomt, hvor både et omrejsende Tivoli og bz'ere i telte kunne finde plads først i 1980'erne.
Der er meget uens byggeri på Rådmandsgade. Små villaagtige byhuse i mursten blandet med nyere byggeri. Små erhvervsbygninger med købstadsagtig karakter. Der er tale om et helt lille kvarter på gadens sydside, som indeholder små huse i 1½ til 2½ etage inkl. baghuse. Bebyggelsen er opført fra ca. 1878 til 1910 på smalle og dybe grunde, forhusene rummer beboelse, resten er værksteder o. lign. Baghusene har en nærmest labyrintisk karakter. Hele bebyggelsen er unik og et godt udtryk for, hvordan den oprindelige lave erhvervsbebyggelse på Nørrebro så ud, og derfor en vigtig del af bydelens arkitektoniske historie. Blandt disse huse er kun et par af dem tildelt høj bevaringsværdi, en del middel, og flere af dem lav bevaringsværdi.

## Særlig bebyggelse
Nr. 15A-16, ved Mimersgade, var i sommeren 1986 et tomt gulstenshus i 6-7 etager fra 1870-80’erne. Fra 2. sal hang et banner fra DKP: RUINEN NED! BYG SOCIALE BOLIGER – komplet med hammer og segl.
Nr. 23: Hjørnehuset ud mod Nannasgade er fra ca. 1900 og i lyst puds. På hver sin side af hjørneknækket er der, hvor der kunne have været et vindue, de største overdimensionerede udsmykninger. Det er (fra neden af) en kæmpe blomsterranke, en krans og en sløjfe.
Naboen er et godt eksempel på følsom moderne arkitektur (blokken vender ud mod Mimersgade, opført ca. 1990 på gammelt fabriksareal), som har nogle af de karakteristiske træk uden at forfalde til pastiche. Der er en sandstensfarvet underetage med fuger, en markering af trappeopgangen i rå beton.
Efter Samuelsgården er der i nr. 37 et lille, lavt hus fra ca. 1860, meget typisk for dansk provinsbyggeri med en takket bort under taget og sadeltag. Overfor er der tilsvarende lavt værkstedsbyggeri, der nu huser ”Autobulen, Williams auto”.
Nr. 41: Kunstneren Husk Mit Navn har udsmykket væggene på fritidshjemmet Rumraketten Rådmandsgade 41.
Nr. 55: Opført 1938. Består af fire sammenbyggede huskroppe, der hver er forskudt lidt fra hinanden, så de følger Rådmandsgades runding. Der er et fint funktionalistisk kompleks, som er tildelt høj bevaringsværdi. Beboes i dag af tv-stationen DK4. Der er i det hele taget meget tv- og filmindustri i dette kvarter, inkl. Vermundsgade og Frikadellely.

## Rådmandsgade Skole
Rådmandsgade Skole blev bygget i 1889 og kostede 175.043 kr. og 30 øre. Den blev tegnet af den allestedsnærværende Ludvig Fenger, bygget på kommunal grund, matr.nr. 922 og 1289. “I alle Forstuer er anbragt Knagerækker og Madkassehylder.”
I 1889 var skoletiden fra 8-12 eller 13. Og fra 13 til 17 eller 18. Ca. 33 klasser med 476 drenge og 415 piger. 113 elever havde arbejde udenfor hjemmet (ikke unormalt højt tal). 55 lærere.
Tyve år senere, 1909 var der 1535 elever. I 1939 var der 605 og 1989 510 elever.